# Luis María Bandrés
Luis María Bandrés (em basco: Luis Mari Bandrés) (Pasaia, 18 de fevereiro de 1944 - 2 de dezembro de 2009) foi um político espanhol, líder do Partido Nacionalista Basco.